# 維拉柳西山
16°4′29″S 68°20′23″W / 16.07472°S 68.33972°W
維拉柳西山（Wila Lluxi），是玻利維亞的山峰，位於該國西部拉巴斯省，屬於安第斯山脈中玻利維亞瑞阿爾山脈的一部分，海拔高度約5,596米。